# Луций Антистий Вет (консул 55 года)
Луций Антистий Вет (лат. Lucius Antistius Vetus) — политический деятель эпохи ранней Римской империи.
Его отцом был консул 23 года Гай Антистий Вет, а матерью Сульпиция Камерина. Братьями Луция были консул-суффект 46 года Камерин Антистий Вет и консул 50 года Гай Антистий Вет.
В 55 году Вет занимал должность ординарного консула вместе с императором Нероном. В 56 году он становится наместником провинции Верхняя Германия. От этой должности он был освобождён уже в следующем году. С 64 до 65 года в качестве проконсула Вет управлял провинцией Азия. Впрочем, после этого он попал под подозрение императора Нерона и был возвращен в Рим. В 65 году был привлечён к суду по доносу вольноотпущенника Фортуната. Не дожидаясь приговора, Луций покончил с собой вместе с дочерью Антистией Политтой.